# ミヤコヒメヘビ
ミヤコヒメヘビ(宮古姫蛇、Calamaria pfefferi)は、爬虫綱有鱗目ナミヘビ科ヒメヘビ属に分類されるヘビ。

## 分布
日本（伊良部島、宮古島）固有種
模式標本の産地（基準産地・タイプ産地・模式産地）は、宮古島。

## 形態
全長16 - 20センチメートル。頭胴長13.5 - 18センチメートル。胴体中央部の列になった鱗の数（体列鱗数）は13。腹面を覆う幅広い鱗の数（腹板数）はオス142 - 152、メス158 - 162。尾の腹面を覆う鱗の数（尾下板数）は左右にオス24 - 26ずつ、メス13 - 15ずつ。背面の体色や淡褐色や黄褐色で、腹面の体色は淡赤褐色で黒い斑点が点在する。

## 生態
常緑広葉樹林からなる一次林や二次林、低木林、土壌が乾燥しない草原、石灰岩からなる岩場などに生息する。年間を通して乾燥・過湿状態にならない腐植質が堆積し、植生や岩などで日光が遮られる環境を好む。生態はほぼ不明。2月と4 - 7月・11月に発見例がある。ミミズ類を食べた例がある。

## 人間との関係
種小名pfefferiは、Georg Pfefferへの献名。方言名として、ズーキシバフがある。
分布域は50平方キロメートル未満と限定的で、森林伐採や開発・造成による生息地の破壊および乾燥化、側溝敷設も含めた道路建設による生息地の分断などにより生息数が減少していると考えられている。道路建設は側溝での滑落死や、交通事故の増加に繋がるという問題もある。人為的に移入されたニホンイタチ・インドクジャクによる捕食も懸念されている。宮古島市では条例により、保護の対象とされている。2017年の時点で沖縄県レッドリストでは、絶滅危惧IB類と判定されている。
絶滅危惧IB類 (EN)（環境省レッドリスト）